# ملعب ميشيغان

## معلومات عن الملعب
إستاد ميشيغان المُلَقَّبْ بالبيت الكبير، هو ملعب لكرة القدم الأمريكية، شُيِّدَ عام 1926 وتم افتتاحه عام 1927، وهو مِلكٌ لجامعة ميشيغان، إحدى أبرز الجامعات في الولايات المتحدة الأمريكية، الملعب كلف خزينة الجامعة وقتها حوالي 950,000 دولار وكانت سعته تقدر بـ70،000 متفرج. النادي الرسمي الذي يلعب على إستاد ميشيغان هو النادي الخاص أيضاً بالجامعة وإسمه ميشيغان ولفريينز، وقبل بناء هذا الملعب كان ذلك النادي الشهير يلعب على إستاد فيري فيلد الذي كان يتسع لـ 46,000 متفرج، علماً بأن هذا الملعب قد تم إغلاقه في السادس من نوفمبر عام 1926. إستاد ميشيغان هو أكبر ملعب في الولايات المتحدة الأمريكية بسعة تقدر بـ 109,901 متفرج، وعادتاً ما يتجاوز الملعب الـ111،000 متفرج. في الرابع من سبتمبر من عام 2010 سجل الملعب أعلى حضور جماهيري في تاريخ كرة القدم الأمريكية، وذلك عندما لعب نادي ميشيغان ولفريينز أمام نادي كونيتيكيت هوسكيز حيث حضر تلك المباراة حوالي 113,090 متفرج.
إستاد ميشيغان على مستوى العالم هو ثالث أكبر ملعب بعد إستاد الأول من مايو الذي يقع في كوريا الشمالية، وبعد إستاد السولت ليك الذي يقع في الهند، الملعب قادر على استضافة رياضات متنوعة أخرى مثل سباقات السيارات والخيل وغيرها من الرياضات الشعبية في البلاد. الملعب مجهَّزْ أيضاً لإقامة حفلات التخرج الخاصة بالجامعة وحفلات الزواج والحفلات الموسيقية. هناك خطط مستقبيلة لتوسيع الملعب لـ150،000 متفرج، ولكنها متوقفة في الوقت الراهن بسبب الأزمة الاقتصادية التي ضربت العالم.

## تاريخ الملعب
عندما تم بناء الملعب كانت سعته تُقَدّرْ بـ72،000 متفرج وكانت المدرجات خشبية، وفي عام 1949 تم استبدال تلك المقاعد بمقاعد معندية اعتيادية. منذ عام 1975 والملعب سعته 100,000 متفرج، وذلك بعد التجديدات الشاملة التي خضع لها الملعب بما في ذلك الجامعة نفسها. أول مباراة استضافها الملعب كانت في الأول من أكتوبر عام 1927 وكانت بين نادي جامعة ميشيغان صاحب الأرض والجمهور ونادي جامعة ولاية أوهايو، وفاز وقتها نادي ميشيغان بنتيجة 33-0. وفي كان 1930 تم تثبيت لوحة إلكترونية لعرض النتائج في الملعب مما جعله بذلك أول ملعب في الولايات المتحدة الأمريكية يحمل لوحة إلكترونية. في عام 1969 الملعب كان سطحه عبارة عن عشب صناعي، ولكن نظراً لمطالب الناس بوضع عشب طبيعي مثل بقية الملاعب الأمريكية والعالمية الأخرى، تم وضع العشب، والملعب مازال إلى الآن عشبه عشب طبيعي.
في الحادي والعشرون من يونيو عام 2007 وافق مجلس جامعة ريجنت تجديد الملعب وتوسيعه بملغ ضخم جداً وصل إلى 226,000،000 دولار، والمشروع كان قد اكتمل عام 2010، والذي شمل استبدال لجميع كراسي الملعب وتوسيع الممرات والمقاعد الفردية وكذلك إضافة جزء خاص ومدرجات خاصة للصحافة. وأول مباراة أقيمت على الملعب بعد التجديد كانت في الرابع من سبتمبر عام 2010 وكانت بين ميشيغان ولفريينز صاحب الملعب وجامعة كونيتيكت

## سجلات الحضور الجماهيري
في الرابع من سبتمبر سجل الملعب أعلى حضور جماهيري له حتى الآن وحتى على مستوى تاريخ كرة القدم الأمريكية، المباراة كانت بين نادي ميشيغان ولفريينز ونادي جامعة كونيتيكت، حيث حضر المباراة أكثر من 113,090 متفرج وكان وقتها نادي مشيغيان ولفريينز قد هزم نادي جامعة كونيتيكت 30-10 وبالفعل كانت مباراة لا تنسى لدى محبي ومشجعي نادي ميشيغان.
في عام 2004 أعلنت الرابط الوطنية للرياضات الجامعية (NCAA) أن إستاد ميشيغان سجل أعلى معدل حضور جماهيري على مر التاريخ بمعدل 104,173 متفرج في المباراة الواحدة، ذلك بالنسبة لكرة القدم الأمريكية، أما بالنسبة للعبة الهوكي ثاني أكثر رياضة شعبية في البلاد فقد سجل الملعب أيضاً أعلى نسبة حضور جماهيري على مر التاريخ بمعدل 77,803 متفرج في المباراة الواحدة.
الرتبة
الحضور
التاريخ
المباراة والنتيجة
1	113,090	04/09/2010
ميشيغان ولفريينز - كونيتيكيت (30-10)
2	113,065	09/10/2010
ميشيغان ولفريينز - ولاية ميشيغان (17-34)
3	112,784	16/10/2010
ميشيغان ولفريينز - لووا (28-38)
4	112,276	20/11/2010
ميشيغان ولفريينز - ويسكنسن (28-48)
5	112,118	22/11/2003
ميشيغان ولفريينز - ولاية أوهايو (35-21)
6	111,941	17/11/2007
ميشيغان ولفريينز - ولاية أوهايو (3-14)
7	111,726	13/09/2003	ميشيغان ولفريينز - نوتردام (38-0)
8	111,609	30/10/2004
ميشيغان ولفريينز - ولاية ميشيغان (45-37)
9	111,591	19/11/2005
ميشيغان ولفريينز - ولاية أوهايو (21-25)
10	111,575	20/11/1999
ميشيغان ولفريينز - ولاية أوهايو (24-17)